# Ваксель, Лев Николаевич
Лев Николаевич Ваксель (1811, Ярославль — 26 ноября 1885, Раудоне) — русский писатель, художник-карикатурист и страстный охотник, штабс-капитан гвардии в отставке. Происходил из знатного шведского рода Вакселей, получившего потомственное российское дворянство. Правнук мореплавателя Савелия Вакселя. 

## Биография
Родился в Ярославле. Отец — потомственный дворянин Николай Савельевич Ваксель (1772—1866), титулярный советник, переводчик в таможне Департамента внешней торговли, прекрасный рисовальщик. Мать — дворянка Александра Ивановна, урожд. Комсова (?—1834). Родной дядя — учёный Лев Савельевич Ваксель. Всего в семье было шестеро детей (Лев, Леонид, Валериан (?—1888), Владимир, Мария и Анна). Брат Владимир (1808—1855) — известен как художник-карикатурист и знаменитый охотник и стрелец, который первым завёз в Россию породы собак «поттер» и «сеттер»; от рождения не имел кисти правой руки, в связи с чем в обществе получил прозвище «безрукий, или московский».
Лев Ваксель учился в Варшавской юнкерской школе; служил в лейб-гвардии Московском полку. Участвовал в усмирении польского восстания и, будучи контужен в битве при Остроленке, в 1834 году в чине штабс-капитана гвардии вышел в отставку.
Жил в Петербурге, в Стрельне, за границей и в Курляндии, в имении жены, баронессы Софии Карловны фон Пирх (1818—1894) — Раудонском замке в живописной местности на правом берегу Немана.
С юношеских лет увлекался охотой, занимался ею серьёзно. Написал «Карманную книжку для начинающих охотиться с ружьем и лягавой собакой», которая вышла в 1856 году и получила огромную популярность в охотничьем мире, бедной тогда подобной литературой. Книга была высоко оценена писателями-охотниками — С. Т. Аксаковым, И. С. Тургеневым, А. А. Фетом, с которыми Ваксель состоял в оживлённой переписке. В дальнейшем она имела целых три издания — в 1856, 1858 и 1870 годах. В 1876 году Лев Ваксель переработал книгу и выпустил её четвертым изданием под названием «Руководство для начинающих охотиться с ружьем и лягавою собакою». Уже после смерти писателя, в 1898 году, она вышла пятым изданием с комментариями и предисловием Н. В. Снессарева. В 1879 году Ваксель написал ещё большую статью «La charge des armes а feu» для французского журнала «La Chasse illustrée».
После выхода в отставку, активно занимался рисованием, был талантливым карикатуристом. Специального художественного образования не имел. Рисовал, зачастую, карандашом, изредка тушью или красками. Любимыми персонажами его карикатур были современники, вращавшиеся в светских и деловых кругах старого Петербурга. Частенько любил к очертанию животного пририсовать голову какого-либо узнаваемого в обществе персонажа, будь то чиновник, помещик или монах (карикатуры «Офицер времени Гоголя» (1839), «Дама» (1843),
«До Петрова дня», шарж на академика А. С. Богомолова и др.).
В настоящее время известны некоторые его карандашные работы. Это собственный автопортрет, созданный им, вероятно, ещё во время службы, автопортрет с собакой, портрет И. С. Тургенева, с которым он приятельствовал на почве охоты, портрет Л. Н. Толстого в военной форме (1854), портреты — П. П. Новосильцева (1835), М. А. Охотникова, В. П. Платонова (1839), барона Я. Икскуля (1883); карикатура на председателя Петербургского цензурного комитета М. Н. Мусина-Пушкина с подписью: «Попечитель С.-Петербургского учебного округа М. Н. Мусин-Пушкин сжигает „Записки охотника“ И. С. Тургенева» (1852), мужской портрет, танец «мазурка», карикатура на тамбовского помещика.
Скончался 26 ноября 1885 года в своём имении — в Раудоне. Был похоронен в семейном склепе Пожайско-Успенского монастыря.
Большое количество художественных работ Льва Николаевича Вакселя до революции 1917 года находились в Петрограде, в домашнем архиве его сына, коллекционера Платона Вакселя. Отдельные рисунки автора находятся в собраниях разных музеев России.

## Семья
- Жена — немецкая баронесса София Карловна фон Пирх (1818—1894), дочь Карла Пирха — командира лейб-гвардии Преображенского полка (1820—1822), участника Отечественной войны 1812 года. Внучка Платона Зубова, последнего фаворита Екатерины II и участника заговора против Павла I[9].
  - Дочь — Софья Ваксель (1835—1887), последняя владелица родового имения Вакселей — Раудонского замка. Похоронена на кладбище Пажайслисского монастыря. Замужем за португальским дворянином Жозе Карлушом де Фария и Каштру (Jose Carlos de Faria e Castro) (1835, Мадейра — 1910, Раудоне).
    - Внук — Иосиф де Фария и Коштру (1876, Раудоне — 1947, Ганновер).
      - Правнук — Владимир Иосифович де Фариа э Кастро (1907–1992)[10].

  - Дочь — Екатерина Ваксель (умерла в младенчестве).
  - Сын — Александр Ваксель (1839—1907), действительный статский советник, директор Петербургского воспитательного дома. Был женат на Прасковье Алексеевне Львовой (1844—1920), дочери композитора Алексея Львова[11].
    - Внук — Александр Александрович Ваксель (1874—1926). Был женат на Юлии Федоровне Львовой (1873—1950), внучке композитора Алексея Львова.
      - Правнучка — поэтесса Ольга Ваксель (1903—1932).

  - Сын — Платон Львович Ваксель (1844—1919) — тайный советник, музыкальный критик, искусствовед.

## Сочинения
- Ваксель Л. Н. Карманная книжка для начинающих охотиться с ружьем и легавой собакой / Руководство для начинающих охотиться с ружьем и легавой собакой / [Соч.] Льва Вакселя. - Санкт-Петербург : тип. Э. Праца, 1856.
- Ваксель Л. Н. Руководство для начинающих охотиться с ружьем и легавой собакой. - 4-е, знач. доп. изд. Карм. книжки Льва Вакселя. - Санкт-Петербург : тип. Гогенфельден и К°, 1876.